# العلاقات البلجيكية القبرصية
العلاقات البلجيكية القبرصية هي العلاقات الثنائية التي تجمع بين بلجيكا وقبرص.

## مقارنة بين البلدين
هذه مقارنة عامة ومرجعية للدولتين:
| وجه المقارنة                                              | بلجيكا                                                                              | قبرص                                                                 |
| --------------------------------------------------------- | ----------------------------------------------------------------------------------- | -------------------------------------------------------------------- |
| المساحة (كم2)                                             | 30.53 ألف                                                                           | 9.24 ألف                                                             |
| عدد السكان (نسمة)                                         | 11.37 مليون                                                                         | 1.14 مليون                                                           |
| الكثافة السكانية (ن./كم²)                                 | 372.42                                                                              | 123.38                                                               |
| العاصمة                                                   | بروكسل                                                                              | نيقوسيا                                                              |
| اللغة الرسمية                                             | اللغة الهولندية، لغة فرنسية، اللغة الألمانية                                        | اليونانية الحديثة، اللغة التركية، لغة يونانية                        |
| العملة                                                    | يورو، فرنك بلجيكي                                                                   | يورو، جنيه قبرصي                                                     |
| الناتج المحلي الإجمالي (بليون دولار)                      | 492.68 مليار                                                                        | 21.65 مليار                                                          |
| الناتج المحلي الإجمالي (تعادل القوة الشرائية) بليون دولار | 514.74 مليار                                                                        | 26.73 مليار                                                          |
| الناتج المحلي الإجمالي الاسمي للفرد دولار أمريكي          | 40.32 ألف                                                                           | 23.24 ألف                                                            |
| الناتج المحلي الإجمالي للفرد دولار أمريكي                 | 43.44 ألف                                                                           | 30.24 ألف                                                            |
| مؤشر التنمية البشرية                                      | 0.890                                                                               | 0.850                                                                |
| رمز المكالمات الدولي                                      | +32                                                                                 | +357                                                                 |
| رمز الإنترنت                                              | .be                                                                                 | .cy                                                                  |
| المنطقة الزمنية                                           | توقيت وسط أوروبا، ت ع م+01:00، ت ع م+02:00، توقيت وسط أوروبا الصيفي، أوروبا/بروكسل ‏ | ت ع م+02:00، ت ع م+03:00، توقيت شرق أوروبا، توقيت شرق أوروبا الصيفي ‏ |

## مدن متوأمة
في ما يلي قائمة باتفاقيات التوأمة بين مدن بلجيكية وقبرصية:
- ترتبط هوفاليز مع Agros, Cyprus [الإنجليزية]‏ باتفاقية توأمة.

## منظمات دولية مشتركة
يشترك البلدان في عضوية مجموعة من المنظمات الدولية، منها:
| علم المنظمة | اسم المنظمة                               | تاريخ انضمام بلجيكا | تاريخ انضمام قبرص |
| ----------- | ----------------------------------------- | ------------------- | ----------------- |
|             | منظمة التجارة العالمية                    | ?                   | ?                 |
|             | الأمم المتحدة                             | 27 ديسمبر 1945      | 20 سبتمبر 1960    |
|             | الاتحاد الدولي للاتصالات                  | 1866                | 24 أبريل 1961     |
|             | مجلس أوروبا                               | ?                   | ?                 |
|             | مجموعة أستراليا                           | 1985                | 2000              |
|             | يونسكو                                    | 29 نوفمبر 1946      | 6 فبراير 1961     |
|             | المنظمة الأوروبية لسلامة الملاحة الجوية   | 1960                | 1991              |
|             | الاتحاد البريدي العالمي                   | ?                   | ?                 |
|             | الاتحاد الأوروبي                          | 25 مارس 1957        | 1 مايو 2004       |
|             | مؤسسة التنمية الدولية                     | 2 يوليو 1964        | 2 مارس 1962       |
|             | منظمة حظر الأسلحة الكيميائية              | ?                   | ?                 |
|             | وكالة ضمان الاستثمار متعدد الأطراف        | 18 سبتمبر 1992      | 12 أبريل 1988     |
|             | منظمة الشرطة الجنائية الدولية             | ?                   | ?                 |
|             | مؤسسة التمويل الدولية                     | 27 ديسمبر 1956      | 2 مارس 1962       |
|             | المنظمة الهيدروغرافية الدولية             | ?                   | ?                 |
|             | البنك الدولي للإنشاء والتعمير             | 27 ديسمبر 1945      | 21 ديسمبر 1961    |
|             | الفريق المعني برصد الأرض                  | ?                   | ?                 |
|             | مجموعة الموردين النوويين                  | ?                   | ?                 |
|             | منظمة الأمن والتعاون في أوروبا            | 25 يونيو 1973       | 25 يونيو 1973     |
|             | المركز الدولي لتسوية المنازعات الاستشارية | 26 سبتمبر 1970      | 25 ديسمبر 1966    |

## وصلات خارجية
- موقع وزارة الخارجية البلجيكية
- موقع وزارة الخارجية القبرصية